# アカデミア・ディ・サン・ルカ
アカデミア・ディ・サン・ルカ（アッカデーミア・ディ・サン・ルーカ：聖ルカアカデミー）は、フェデリコ・ツッカリにより1593年に公式に設立された、ローマの芸術家協会である。
伝説によると、最初に聖母マリアの肖像画を描いたのは、聖ルカであったということから、すべての芸術家の保護者とみなされていたため、このアカデミアは、聖ルカアカデミーと命名された。

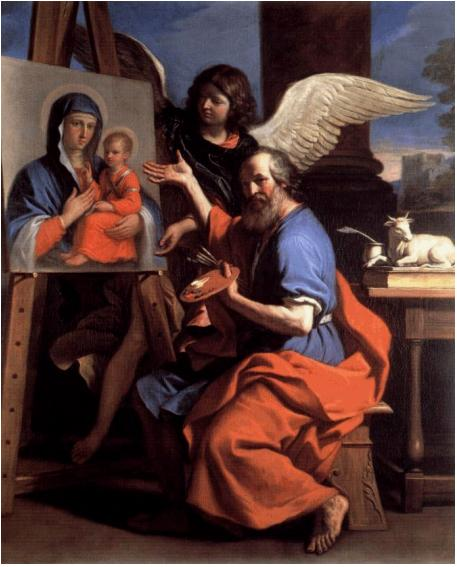
グエルチーノ『聖母子の絵画を示す聖ルカ』

## 概要
イタリアにおける最初の美術家養成の組織は、1563年に、画家、美術史家のジョルジョ・ヴァザーリが願いでて、コジモ1世によってフィレンツェに作られたアカデミア・デル・ディセーニョ（Accademia del Disegno）であるが、個々の画家の記録を残しただけで間もなく衰退した。アカデミア・ディ・サン・ルカは、学問を奨励した教皇グレゴリウス13世の時代の1577年に美術家の会としてフェデリコ・ツッカリがフェデリコ・ボッロメオらと設立し、1593年からツッカリが会長となって、教育機関として改革を進め、ツッカリは"Idea de'pittori scultori ed architetti"を発表した。
教育と公開の展覧会を通じて、ヨーロッパ各国の美術院のモデルとなった。
会員の間で、芸術上の論争が行われることもあり、17世紀の後半にアンドレア・サッキ（Andrea Sacchi：1599–1661)とピエトロ・ダ・コルトーナ(Pietro da Cortona:1596-1669)の間で議論された「古典主義」と「バロック」の論争が知られている。
イタリア統一後、1872年に王立美術院（"Accademia Reale"）と改名された。1948年に（"Accademia nazionale di San Luca”）と改名された。

## 重要なアカデミー会員
- フェデリコ・ツッカリ
- ケルビーノ・アルベルティ
- ジョヴァン・バッティスタ・ボンコーリ
- バルダッサーレ・クローチェ
- ドメニキーノ
- ジャン・ロレンツォ・ベルニーニ
- パオロ・グイドッティ
- ドメニコ・グイディ
- ルイージ・ガルツィ
- アンティヴェドゥート・グラマティカ
- カルロ・マラッタ
- アレッサンドロ・トゥルキ
- フィリッポ・ガリアルディ
- フィリッポ・ラウリ
- トンマーゾ・コンカ
- ピエトロ・ダ・コルトーナ
- ガスパーロ・モロ
- ピエル・フランチェスコ・モーラ
- フィリッポ・デッラ・ヴァッレ
- カルロ・マルキオンニ
- アゴスティーノ・マズッチ
- アントニオ・カノーヴァ
- ジュリアーノ・ヴァンジ